# Cantón de Alzon
El cantón de Alzon era una división administrativa francesa, que estaba situada en el departamento de Gard y la región de Languedoc-Rosellón.

## Composición
El cantón estaba formado por seis comunas:
- Alzon
- Arrigas
- Aumessas
- Blandas
- Campestre-et-Luc
- Vissec

## Supresión del cantón de Alzon
En aplicación del Decreto n.º 2014-232 de 24 de febrero de 2014, el cantón de Alzon fue suprimido el 22 de marzo de 2015 y sus 6 comunas pasaron a formar parte del nuevo cantón de Le Vigan.